# Finn Surman
Finn Surman, né le 23 septembre 2003 à Christchurch en Nouvelle-Zélande est un footballeur international néo-zélandais qui joue au poste de défenseur central aux Timbers de Portland en MLS.

## Biographie

### En club
Né à Christchurch en Nouvelle-Zélande, Finn Surman joue au Selwyn United FC puis au Lower Hutt City AFC (en) avant de rejoindre le Wellington Phoenix.
Surman joue son premier match avec l'équipe première de Wellington Phoenix le 7 décembre 2021, face au Western United FC en coupe d'Australie. Il est titularisé et son équipe l'emporte par un but à zéro ce jour-là.
En février 2022, Surman signe son premier contrat professionnel avec le club.
Le 19 juillet 2024, Finn Surman rejoint les États-Unis afin de s'engager en faveur des Timbers de Portland. Il signe un contrat courant jusqu'en décembre 2026, plus une année supplémentaire en option.
Surman joue son premier match sous ses nouvelles couleurs le 19 octobre 2024, lors d'une rencontre de MLS face aux Sounders de Seattle. Il est titularisé et les deux équipes se neutralisent (1-1 score final),.

### En sélection
Finn Surman est convoqué pour la première fois avec l'équipe nationale de Nouvelle-Zélande le 5 juin 2023 mais ne joue aucun match lors de ce rassemblement. Il honore sa première sélection le 17 novembre 2023, lors d'un match amical face à la Grèce. Il entre en jeu à la place de Tyler Bindon ce jour-là et son équipe s'incline par deux buts à zéro.
Surman est retenu dans la liste du sélectionneur Darren Bazeley afin de participer à la Coupe d'Océanie en 2024.

## Palmarès
Nouvelle-Zélande
- Coupe d'Océanie (1) :
  - Vainqueur : 2024.